# Granda (Figueras)
Granda es un lugar de la parroquia de Figueras, concejo de Castropol, en la comarca del Eo-Navia, Principado de Asturias, España.